# Harold Reitterer
Harold Reitterer (* 13. Februar 1902 in Wien; † 23. Oktober 1987 in Maurach am Achensee) war ein österreichischer Maler.

## Leben
Harold Reitterer wurde 1902 als Sohn des Anglisten Theodor Reitterer in Wien geboren. Als  Gymnasiast schuf er bereits Aquarelle und Porträts, nach der Matura 1920 kam es zu den ersten abstrakten Mal- und Zeichenversuchen. Ab 1921 studierte er an der Akademie der bildenden Künste Wien drei Jahre in der allgemeinen Malerschule bei Hans Tichy und ein Jahr bei Karl Sterrer. Zugleich arbeitete er bei Franz Wiegele in Nötsch und besuchte Abendkurse für Metalltreibarbeiten in Kupfer und Messing bei Oskar Thiede. 1925 schloss er der Akademie mit der Lehrbefähigungsprüfung für Freihandzeichnen an Mittelschulen ab, nach dem Probejahr unterrichtete er an verschiedenen Wiener Mittelschulen.
Von 1925 bis 1929 studierte er weiter an der Akademie der bildenden Künste. Er besuchte die Spezialschule für Malerei bei Rudolf Bacher, die er als akademischer Maler abschloss. Ab 1930 war er mit Werken im Wiener Künstlerhaus, in der Secession und der Albertina vertreten. 1934 erhielt er den Förderungspreis der Akademie. 1935/36 war er als Porträtist für den englischen Hochadel in Eton, Windsor und Ascot tätig, wo er von englischen Porträtmalern und deren Aquarelltechnik beeinflusst wurde.
1943 musste er in der Wehrmacht Dienst als Kraftfahrer und Englisch-Dolmetscher  leisten, wurde aber nach acht Monaten aufgrund körperlicher Beschwerden entlassen.
1946 erhielt er vom British Council zusammen mit Robin C. Andersen einen Auftrag für Gobelins. Bis 1950 war er als Zeichenprofessor in Wien tätig, 1951 übersiedelte er nach Maurach am Achensee, wo er bis zu seinem Tod lebte. Aus gesundheitlichen Gründen wurde er 1952 in den zeitlichen und 1954 in den dauernden Ruhestand versetzt und wirkte fortan als freischaffender Künstler. Er war Mitglied des Wiener Künstlerhauses und der Tiroler Künstlerschaft.
Zu Reitterers Werk gehören sowohl Ölbilder und Aquarelle als auch Fassadengestaltungen in Form von Fresken, Sgraffiti und Mosaiken. Seine Werke zeigen einen klaren Aufbau in Fläche und Raum und einen Hang zur Abstraktion und Geometrisierung der Objekte, ohne komplett gegenstandslos zu werden.

## Auszeichnungen
- Goldener Lorbeer der Gesellschaft bildender Künstler Österreichs, 1954
- Silbernes Ehrenzeichen für Verdienste um die Republik Österreich, 1983

## Werke

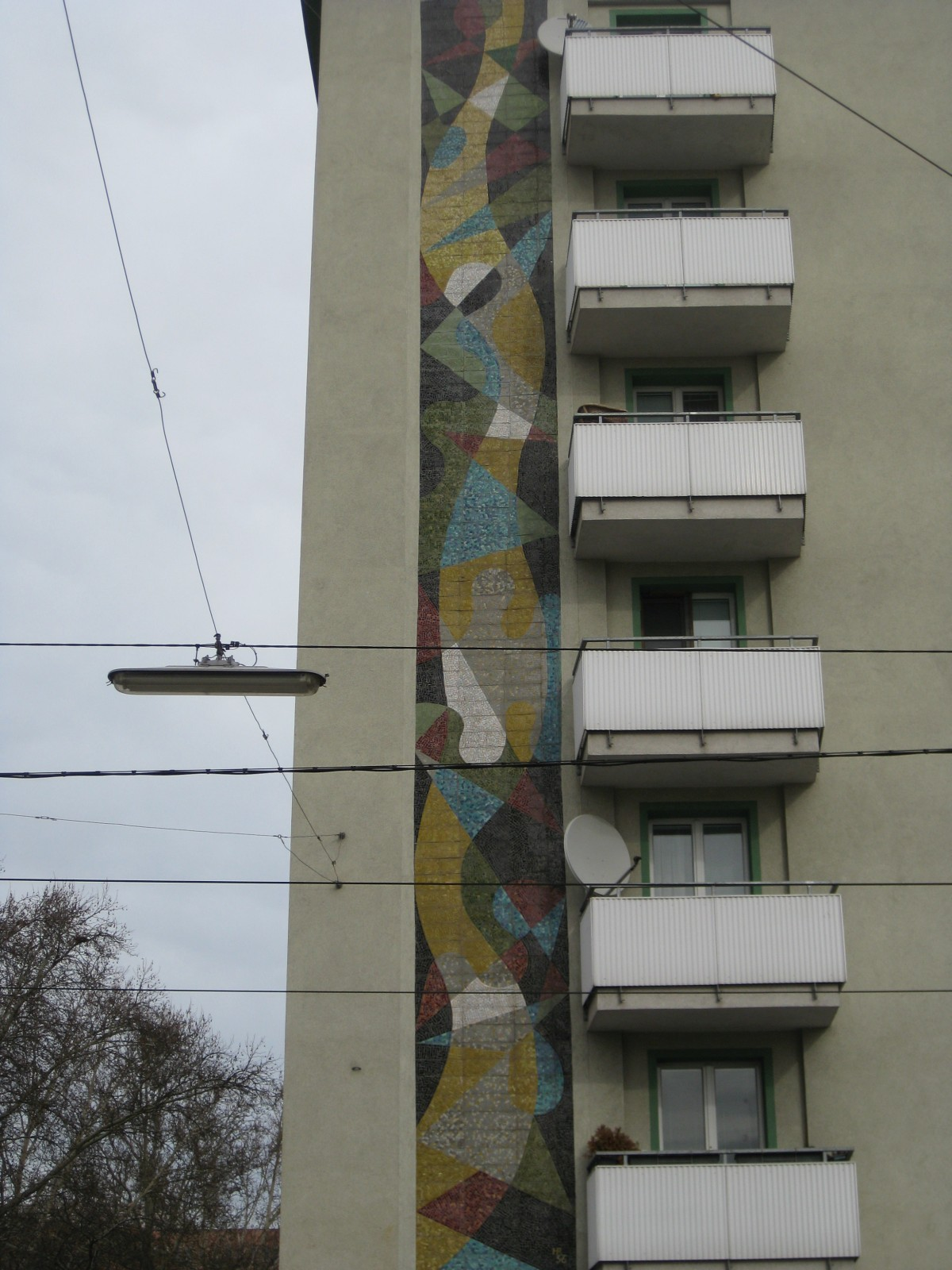
Mosaik Ornament am Max-Wopenka-Hof

- Wandmalerei an der Volksschule Pillberg, um 1951[1]
- Sgraffito an den Stiegenhauswänden und Skulptur des Rattenfängers von Hameln am Schuldienerhäuschen, Volksschule Kufstein-Sparchen, 1954[2]
- Wandmalerei an der Westfassade der Volksschule und des Kindergartens Kufstein-Zell, 1954
- Sgraffito am Postamt Kitzbühel, 1955 (nicht erhalten)
- Sgraffito an der Tiroler Gebietskrankenkasse, Lienz, 1955
- Mosaik Ornament am Max-Wopenka-Hof, Wien-Simmering, 1955/56[3]
- Sgraffito jahreszeitliches Brauchtum an der Fassade der Volksschule Schwendau-Hippach, 1958[4]
- Wandmalerei an der Südfassade der Volksschule Aschau im Zillertal, 1960
- Wandmalerei an der Kaufmännischen Berufsschule Kitzbühel, 1965
- Wandbild an der Nordfassade des Kindergartens Maurach am Achensee, 1967
- Malerei im Eingangsbereich des Postamtes Jenbach, 1967
- Fassadenmalerei an der Hauptschule Kirchbichl, 1971
- Wandmalerei am Kindergarten Söll, 1971
- Ausgestaltung der Marienkirche in Maurach am Achensee, 1983